# First Daughter
First Daughter (bra: A Filha do Presidente; prt: A Filha da América) é um filme estadunidense de comédia romântica de 2004 lançado pela 20th Century Fox, dirigido por Forest Whitaker. É estrelado por Katie Holmes como Samantha MacKenzie, filha do presidente dos Estados Unidos, que se matricula em uma faculdade e desenvolve um relacionamento com outro aluno da faculdade interpretado por Marc Blucas. O filme segue Samantha como ela é dada uma nova sensação de liberdade durante o seu tempo longe da Casa Branca, e as vantagens e desvantagens de sua vida universitária e educação. É co-estrelado por Michael Keaton como o presidente dos Estados Unidos, Margaret Colin como a primeira-dama dos Estados Unidos e Amerie Rogers como colega de quarto de Samantha, Mia Thompson.
O filme foi dirigido por Forest Whitaker, escrito por Jessica Bendinger e Kate Kondell a partir de uma história de Bendinger e Jerry O'Connell, e produzido por John Davis. Whitaker comparou First Daughter a um conto de fadas, caracterizando-a como "a história de uma princesa que sai do 'castelo' [da Casa Branca] para sair no mundo para descobrir quem e o que ela é". O filme foi definhado no "inferno do desenvolvimento" por vários anos, e foi novamente adiada, mesmo após a sua conclusão.[carece de fontes?] O filme não foi um sucesso comercial após a sua eventual liberação, e recebeu esmagadoramente comentários negativos.
O livro que Katie Holmes está lendo na biblioteca é "Siddhartha", de Hermann Hesse. O filme que Samantha e James assistem no cinema foi The Girl Can't Help It.

## Elenco
- Katie Holmes como Samantha MacKenzie, apenas a filha do presidente, que deixa a Casa Branca, em Washington, D.C. e vai para a Califórnia.
- Marc Blucas como James Lansome, um estudante universitário que tem mais acontecendo do que ele inicialmente deixa transparecer.
- Amerie Rogers como Mia Thompson, colega mal-humorada de Samantha, que acha difícil quando Samantha rouba seus holofotes.
- Michael Keaton como presidente John MacKenzie, pai de Samantha. Ele tem dificuldade em abrir mão de sua única filha. Ele também está na estrada fazendo campanha para sua reeleição.
- Margaret Colin como primeira dama Melanie MacKenzie, mãe de Samantha, que está mais disposta a deixar Samantha sair, mas ela ainda gruda firmemente por decisões de seu marido.
- Lela Rochon como Liz Pappas, a secretário pessoal do presidente, que muitas vezes é pega entre Samantha e seu pai em argumentos.
- Michael Milhoan como Agente Bock, um dos agentes pessoais do Serviço Secreto de Samantha, que a segue em todos os seus movimentos.
- Dwayne Adway como Agente Dylan, outro dos agentes pessoais de fala mansa do Serviço Secreto de Samantha, que, juntamente com o Agente Bock, protege Samantha enquanto ela está freqüentando a escola.
- Jay Leno como ele mesmo, apresentando seu talk show The Tonight Show with Jay Leno.

## Produção
O filme estava em desenvolvimento, já em março de 1999, quando o ator Jerry O'Connell vendeu um roteiro que ele havia escrito para Regency Enterprises para uma soma de seis dígitos, com O'Connell também com a intenção de estrelar o filme. Originalmente para filmar no verão do mesmo ano, o projeto foi adiado para a primavera de 2000 (sob a direção de Brian Robbins) para permitir O'Connell gravasse o filme Mission to Mars, e, em seguida, Rob Thomas foi contratado para reescrever o script. Por razões desconhecidas, o filme não foi produzido naquela época, embora O'Connell mais tarde recebeu créditos como "história de" para o filme da Writers Guild of America. (Produtor original do filme, Mike Karz, também foi creditado como produtor na impressão final do filme.)
As filmagens começaram em 2 de junho de 2003 com um orçamento de US$ 30 milhões, e continuou em julho. O filme foi rodado em locações no sul da Califórnia. Para a cena de abertura do filme, onde Samantha descendo uma escada tapete vermelho, foi utilizado o saguão do Teatro Los Angeles em Los Angeles, enquanto o auditório do edifício foi usado para uma cena em que Samantha e James vão ver um filme. Cenas no campus foram gravadas na UCLA. A Biblioteca Huntington, em San Marino substituiu o exterior do prédio na primeira cena.

## Recepção
O filme recebeu críticas extremamente negativas. Ele atualmente detém um índice de aprovação de 8% no Rotten Tomatoes com base em 84 comentários (7 positivos, 77 negativos). Um número de espectadores e críticos apontaram que o enredo do filme foi muito semelhante ao do filme Chasing Liberty. Na verdade, o título de trabalho de Chasing Liberty era First Daughter. Este enredo também envolvia a filha do presidente tentando viver a vida longe da Casa Branca.
O filme foi um fracasso financeiro. Abertura em quinto lugar nas bilheterias, First Daughter acabou com apenas US$ 9,1 milhões em vendas de ingressos nacionais e US$ 10,6 milhões de dólares americanos em todo o mundo. Foi o segundo filme menos comercialmente bem sucedido de Katie Holmes depois de Teaching Mrs. Tingle. o filme tivera melhor desempenho em casa de vídeo e DVD, onde fez US$ 13,14 milhões de dólares em aluguéis combinados e vendas.